# Пієрс (округ, Вісконсин)
Шаблон:StateAbbr_ 44°43′ пн. ш. 92°25′ зх. д. / 44.72° пн. ш. 92.42° зх. д.
 Пієрс (англ. Pierce County) — округ (графство) у штаті Вісконсин. Ідентифікатор округу 55093.

## Історія
Округ утворений 1853 року.

## Демографія
За даними перепису
2000 року
загальне населення округу становило 36804 осіб, зокрема міського населення було 14145, а сільського — 22659.
Серед них чоловіків — 18151, а жінок — 18653. В окрузі було 13015 домогосподарств, 9030 родин, які мешкали в 13493 будинках.
Середній розмір родини становив 3,1.
Віковий розподіл населення поданий у таблиці:
| Стать    | До 15 років | 15-21 | 22-29 | 30-39 | 40-49 | 50-65 | 65-85 | Понад 85 |
| -------- | ----------- | ----- | ----- | ----- | ----- | ----- | ----- | -------- |
| Чоловіки | 3778        | 2739  | 2087  | 2580  | 2804  | 2608  | 1412  | 143      |
| Жінки    | 3522        | 3345  | 1971  | 2585  | 2827  | 2419  | 1650  | 334      |

## Суміжні округи
- Сент-Круа — північ
- Данн — північний схід
- Пепін — південний схід
- Гудг'ю, Міннесота — південь
- Дакота, Міннесота — південний захід
- Вашингтон, Міннесота — захід

## Виноски
1. ↑  U.S. Decennial Census. United States Census Bureau. Процитовано 8 серпня 2015.
2. ↑  Historical Census Browser. University of Virginia Library. Архів оригіналу за 26 грудня 2013. Процитовано 8 серпня 2015.
3. ↑  Forstall, Richard L., ред. (27 березня 1995). Population of Counties by Decennial Census: 1900 to 1990. United States Census Bureau. Процитовано 8 серпня 2015.
4. ↑  Census 2000 PHC-T-4. Ranking Tables for Counties: 1990 and 2000 (PDF). United States Census Bureau. 2 квітня 2001. Процитовано 8 серпня 2015.
5. ↑  State & County QuickFacts. United States Census Bureau. Архів оригіналу за 6 червня 2011. Процитовано 23 січня 2014.(англ.) Наведено за англійською вікіпедією.
6. ↑  American FactFinder. Бюро перепису населення США. Архів оригіналу за 26 лютого 2012. Процитовано 31 січня 2008.

| США | Це незавершена стаття з географії США. Ви можете допомогти проєкту, виправивши або дописавши її. |